# Google Music Trends
A Google Music Trends a Google Labs keretein belül a Google által fejlesztett, és üzemeltetett webalapú szolgáltatás volt, a zenei műfajok, előadók, albumok és zeneszámok egy jól kategorizált, kereshető gyűjteményeként működött. 2006-ban vezették be és 2008-ban szüntették meg a szolgáltatást.
Tartalmát a felhasználók bővítették automatikusan, a Google Talk alkalmazás használatával. A szoftver működése közben (ha ez a funkció engedélyezve van) megfigyeli, hogy a felhasználó milyen zenét hallgat éppen a számítógépen, az erre alkalmas médiaszoftverrel, és a kapott adatokat továbbküldi a Google szervereinek, melyen névtelenítik, és feldolgozzák azokat. 

## Google Trends
A Google Trends a Google összes keresőjén keresztül összegyűjti a legnépszerűbb keresési szavakat, a világ különböző pontjairól, 2004-től egészen napjainkig, és ezeket különböző témákba gyűjtve használja fel.